# 강진 분기점
강진 분기점(康津分岐點, Gangjin Junction, 강진JC)은 전라남도 강진군 성전면 명산리와 작천면 현산리에 걸쳐 설치될 예정인 남해고속도로와 강진광주고속도로가 만나는 분기점이다. 2026년에 개통될 예정이다.

## 역사
- 2017년 11월 24일 : 2024년까지 분기점 신설을 위해 강진군 도시계획시설 교통광장에 성전면 명산리와 작천면 현산리 일원을 강진 분기점으로 고시[1]

## 구조물 정보
향후 강진광주고속도로가 완도까지 연장될 것을 대비해 남해고속도로와 연결된 교차로와 강진광주고속도로와 연결된 교차로 모두 입체 교차로 형태로 되어 있다. 남해고속도로 본선과 연결된 입체 교차로는 트럼펫형 구조로 되어 있으나, 강진광주고속도로와 연결된 입체 교차로는 진입로와 진출로가 분리된 Y자형 구조로 되어 있다. 다른 계획도에는 두 입체 교차로 모두 트럼펫형인 이중 트럼펫형으로 되어 있다.
- 위치 : 전라남도 강진군 성전면 명산리, 작천면 현산리

## 접속하는 노선

### 영암・순천방면
- 남해고속도로

### 광주방면
- 강진광주고속도로